# Oxyopes rejectus
Oxyopes rejectus är en spindelart som beskrevs av O. Pickard-Cambridge 1885. Oxyopes rejectus ingår i släktet Oxyopes och familjen lospindlar. Inga underarter finns listade i Catalogue of Life.